# Puccinia peristrophes
Puccinia peristrophes är en svampart som beskrevs av Petr. 1954. Puccinia peristrophes ingår i släktet Puccinia och familjen Pucciniaceae.   Inga underarter finns listade i Catalogue of Life.